# Fratello di sangue

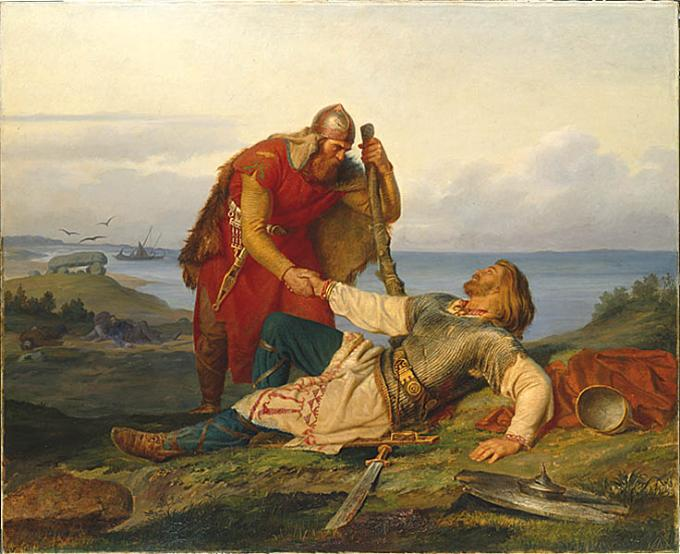
Il guerriero norvegese Örvar-Oddr dà un ultimo addio al suo fratello di sangue, il guerriero svedese Hjalmar, di Mårten Eskil Winge (1866).

Fratello di sangue può riferirsi a una di queste due situazioni: un maschio imparentato per nascita, o due o più uomini non imparentati per nascita che hanno giurato fedeltà l'uno all'altro. In tempi moderni questo viene solitamente fatto durante una cerimonia, conosciuta come un giuramento di sangue, in cui ogni partecipante fa un piccolo taglio, solitamente su un dito, una mano o un avambraccio, per poi unire e premere i tagli l'uno con l'altro. L'idea è che il sangue di ogni persona scorre nelle vene dell'altro partecipante. L'atto può essere rischioso a causa delle malattie trasmesse dal sangue. Solitamente il processo dona a un partecipante un accresciuto senso di attaccamento simbolico con un altro partecipante.

## Culture

### Scandinavia
I norvegesi che entravano nel patto di fratellanza adottiva (Islandese: Fóstbræðralag) seguivano un rito nel quale lasciavano scorrere il loro sangue mentre erano chinati sotto un arco formato da lembo d'erba sostenuto da una o più lance. Un esempio è descritto nella Gísla saga. Anche nella saga di Fóstbræðra, il legame di Thorgeir Havarsson (Þorgeir Hávarsson) e Thormod Bersason (Þormóð Bersason) è sigillato da tale rituale, chiamato leikr .
La saga di Örvar-Oddr contiene un altro notevole resoconto della fratellanza di sangue. Örvar-Oddr, dopo aver combattuto alla pari contro il famoso guerriero svedese Hjalmar, i due divennero fratelli seguendo questo rituale. In seguito, il lembo d'erba fu rimosso durante i giuramenti e gli incantesimi.
Nella mitologia norrena, Gunther e Högni divennero fratelli di sangue di Sigurd quando egli sposò la loro sorella Gudrun. La stessa cosa accade tra Gunther e Siegfried (la versione Wagneriana di Sigurd) ne L'anello del Nibelungo di Wagner, che è contrassegnato dal "Leitmotiv della Fratellanza di Sangue". Inoltre, nella poesia Lokasenna viene brevemente accennato che Odino e Loki sono fratelli di sangue.

### Scozia
Tra gli Sciti, i partecipanti lasciavano gocciolare il loro sangue in una tazza; il sangue veniva poi mischiato col vino e bevuto da entrambi i partecipanti. Ogni uomo era limitato ad avere al massimo tre fratellanze di sangue in qualsiasi momento, affinché la sua lealtà non venisse dubitata. di conseguenza, la fratellanza del sangue era molto ambita ed era spesso preceduta da un lungo periodo di affiliazione e amicizia ( Luciano, Toxaris ). Delle rappresentazioni del IV secolo a.C. di due guerrieri sciti che bevono da un unico corno potorio (in particolare in una decorazione d'oro proveniente da Kul-Oba ) sono state associate al giuramento scitico della fratellanza di sangue.
Gli aiduchi ungheresi avevano una cerimonia simile, sebbene il vino fosse spesso sostituito con latte, in modo che il sangue fosse più visibile.

### Asia orientale
Nelle culture asiatiche, la cerimonia e l'atto di diventare fratelli di sangue sono generalmente visti come una relazione tribale, cioè per stabilire un'alleanza tra tribù. L'atto veniva praticato per questo motivo in particolare tra i mongoli e i primi cinesi.
Ne Il romanzo dei Tre Regni i tre personaggi principali giurano fratellanza sacrificando un bue nero, un cavallo bianco e giurando fedeltà (il cosiddetto Giuramento del Giardino di Pesco) ; altri giuramenti di sangue che coinvolgono il sacrificio di animali erano caratteristici di gruppi ribelli, come l'insurrezione guidata da Deng Maoqi negli anni '40 del XV secolo, di organizzazioni criminali come le triadi o i pirati di Lin Daoqian e di minoranze etniche non Han come i Mongoli o Manciù. Nella storia mongola, Gengis Khan il Grande aveva un anda, fratello di sangue in mongolo.

### Filippine

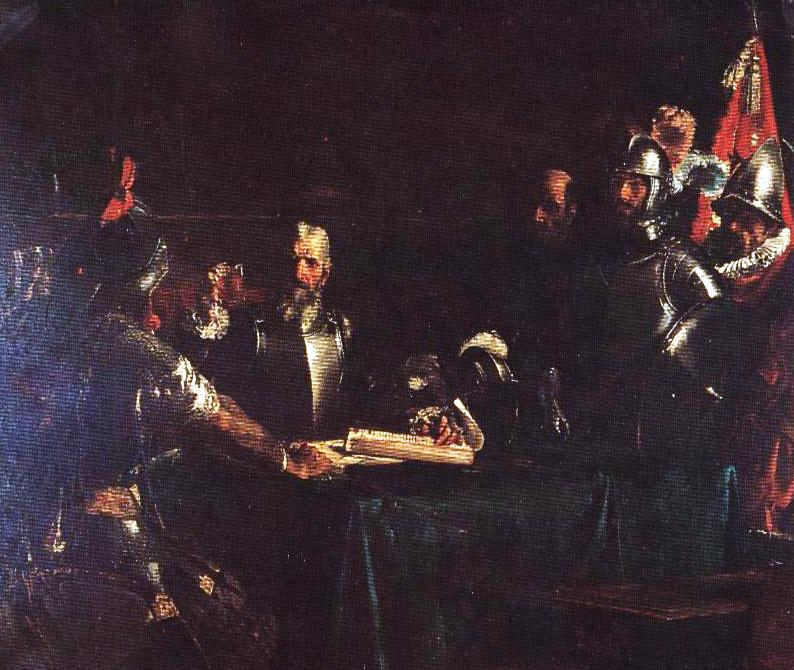
El Pacto de Sangre, un dipinto romantico del patto di sangue Sandugo tra l'esploratore spagnolo Miguel López de Legazpi e Datu Sikatuna di Bohol, nelle Filippine; di Juan Luna (1886)

Nelle Filippine, i patti di sangue (sandugo o sanduguan, letteralmente "un solo sangue") erano antichi rituali intesi a suggellare un'amicizia, un trattato o a convalidare un accordo. La loro descrizione si può trovare nei registri dei primi esploratori delle isole spagnoli e portoghesi. La versione più conosciuta del rituale del popolo bisaya prevede di mescolare una goccia di sangue di entrambe le parti in una tazza di vino che viene poi bevuta. Esistono anche altre versioni, come nella Provincia di Palawan, dove il rituale prevede prima un taglio sul petto e poi spalmare il sangue su lingua e fronte.

### Africa
Il patto di sangue praticamente nello stesso modo già descritto in gran parte dell'Africa sub-sahariana. L'amministratore coloniale britannico Lord Lugard è famoso per essere diventato fratello di sangue con numerosi capi africani come parte della sua politica in Africa. Un suo potente fratello di sangue era il capo dei Kikuyu Waiyaki Wa Hinga . David Livingstone scrisse riguardo ad una pratica simile chiamata "Kasendi".

### Europa sud-orientale
La presenza di fratelli di sangue tra i gruppi più grandi era comune nell'antica Europa sud-orientale dove, per esempio, intere compagnie di soldati diventavano un'unica famiglia attraverso la cerimonia. Probabilmente era più diffusa nei Balcani durante l'era ottomana, in quanto aiutava le persone oppresse a combattere il nemico in maniera più efficiente. Le confraternite di sangue erano comuni in quelle che oggi sono Albania, Bosnia ed Erzegovina, Bulgaria, Croazia, Grecia, Montenegro, Serbia, Repubblica della Macedonia del Nord . Anche il cristianesimo ha riconosciuto la fratellanza tramite giuramento in una cerimonia (nelle chiese ortodosse orientali con il nome adelphopoiesis in greco e pobratimstvo in slavo; nella chiesa cattolica romana col nome latino ordo ad fratres faciendum). Si ritiene inoltre che la tradizione di incrociare le braccia e di bere vino sia una rappresentazione del diventare fratelli di sangue.

## Fratelli di sangue famosi

### Nella storia
- I capi delle sette tribù ungheresi formarono un'alleanza bevendo il sangue degli altri a vicenda, scegliendo Álmos come loro capo nel IX secolo d.C.[11]
- I capi mongoli Yesugei (il padre di Genghis Khan ) e Toghrul erano fratelli di sangue nel XII secolo d.C.
- Il greco Nikolaos Kriezotis e il serbo Vasos Mavrovouniotis nella guerra d'indipendenza greca
- Temüjin (Genghis Khan) e Jamuka erano amici d'infanzia e fratelli di sangue, anche se in seguito Jamuka tradì Temüjin e fu giustiziato per ordine di quest'ultimo.
- Due cavalieri normanni che presero parte alla conquista dell'Inghilterra nel 1066, Robert d'Ouilly e Roger d'Ivry, erano notoriamente fratelli di sangue. Si diceva che avessero concordato in anticipo di condividere i profitti di questa avventura. Entrambi sopravvissero a Hastings e ottennero terre nell'Oxfordshire e altrove, in seguito lavorarono insieme a vari progetti come il Wallingford Castle.
- Si dice che gli emissari di re Giorgio III del Regno Unito e i leader dei Maroon giamaicani abbiano bevuto il sangue gli uni degli altri durante i trattati di pace nel XVIII secolo d.C.[12]
- Persone della Rivoluzione Serba (1804–1717): capo ribelle Karađorđe (1762–1817) e comandante Milutin Savić (1762–1842);[13] Karađorđe e il volontario greco Giorgakis Olympios (1772–1821);[14] comandante Hajduk-Veljko (1780–1813) e Giorgakis Olympios;[15] comandanti Stojan Čupić (1765–1815) e Bakal-Milosav ;[16] comandanti Cincar-Janko (1779–1833), Miloš Pocerac (1776–1811) e Anta Bogićević (1758–1813).[17]
- Popolo del Principato di Serbia : Prince Milan Obrenović (1854–1901) e Milan Piroćanac (1837–1897);[18] Aćim Čumić (1836–1901) e Kosta Protić (1831–1892);[19] Đura Jakšić (1832–1878) e Stevan Vladislav Kaćanski (1829–1890).[20]
- Il lottatore professionista samoano "Alto Capo" Peter Maivia era considerato un fratello di sangue di Amituanai Anoa'i, il padre dei compagni wrestler professionisti Afa e Sika Anoa'i, meglio noti come i The Wild Samoans, di conseguena la famiglia Anoa'i considera la discendenza Maivia da lui in poi come estensione del proprio clan.

### Folclore e cultura di massa
- In Lokasenna viene affermato che nell'antichità le divinità norrene Loki e Odino abbiano mischiato il loro sangue. Questo fatto è considerato come una spiegazione del perché Loki sia tollerato dagli dei.
- Liu Bei, Guan Yu e Zhang Fei. Nel romanzo storico Il romanzo dei Tre Regni di Luo Guanzhong, i tre uomini giurarono nel famoso Giuramento del Giardino di Pesco che, nonostante non fossero nati lo stesso giorno, la fratellanza sarebbe finita con loro morendo lo stesso giorno. I racconti dicono solamente che i tre uomini erano "vicini come fratelli".
- Nel racconto cinese Il viaggio in Occidente, Sun Wukong (il Re delle Scimmie) divenne fratello di sangue con Niu Mowang (il Re Demone del Toro), ma in seguito questa relazione fraterna fu dimenticata a causa di un conflitto nel quale era coinvolto il figlio del Re Demone del Toro che causò altri problemi per Wukong.
- Nella poesia epica serba, ci sono diverse fratellanze di sangue. Miloš Obilić con Milan Toplica e Ivan Kosančić,[21] Miloš Obilić con il principe Marko,[22] Miloš Obilić con i fratelli Jugović,[23] Despot Vuk Grgurević e Dmitar Jakšić .[24]
- Nel musical Blood Brothers Michael Johnstone ed Edward Lyons sono fratelli di sangue e si sostengono l'un l'altro. Non si rendono conto fino al giorno in cui muoiono di essere gemelli.
- Nel film Mickybo & Me, i due personaggi principali diventano fratelli di sangue.
- I personaggi Snake Eyes e Storm Shadow all'interno del franchise di GI Joe sono rappresentati come "fratelli di sangue" in quanto condividono lo stesso maestro; nonostante siano nemici.
- Nel franchise manga One Piece, Rufy, Ace e Sabo sono diventati fratelli di sangue da bambini scambiandosi tazze di sakè .
- Comici, "internetainer" e amici di una vita Rhett e Link hanno fatto riferimento a essere fratelli di sangue numerose volte durante i loro video su Internet.
- Nel film Gli intoccabili, Eliot Ness (Kevin Costner) e Jim Malone (Sean Connery) fanno un giuramento di sangue mentre lavorano per abbattere Al Capone (Robert De Niro).
- Il film Warlords - I signori della guerra segue le vicende di un trio di fratelli di sangue immaginari durante la ribellione di Taiping, mostrando la loro ascesa e caduta.
- In un episodio di Grizzly Adams, Adams ricorda il momento in cui lui e il suo amico nativo americano Nakoma sono diventati fratelli di sangue in un rituale lungo un giorno intero.
- Nell'adattamento TV cinese The Legend of the Condor Heroes dell'omonimo romanzo di Jin Yong, il protagonista Guo Jing è fratello di sangue con l'antagonista Yang Kang. È anche fratello di sangue con l'anziano Zhou Botong e Tolui,il figlio di Genghis Khan .
- Nel romanzo di Jin Yong The Return of the Condor Heroes e nel suo adattamento TV cinese, il personaggio principale Yang Guo è fratello di sangue con Yelu Qi. Lui, Cheng Ying e Lu Wushuang formano una sorellanza di sangue, essendo tutte e tre ragazze.